# Encartaciones S.A.
Encartaciones S.A. es una empresa del Grupo Vectalia Euskadi dedicada al transporte público regular de viajeros con sede en Abanto y Ciérvana (Vizcaya). Gestiona parte del servicio de Bizkaibus. Hasta el 26 de agosto de 2012 gestionaba la línea VAC-081 Bilbao-Castro Urdiales. 

## Historia
Encartaciones S.A. nace en 1956 de la fusión varias empresas del sector, como Autobuses de Labanda, Autobuses Castro-Bilbao y Herederos de Martínez de Osaba. En 1991 adquiere la concesión de las líneas que explotaba la extinta Ariznabarreta S.A.: Bº de San Juan-Parque de Santurce y La Cuesta-Parque de Santurce. Años más tarde adquiere la concesión VAC-107 Bilbao-Respaldiza, explotadas hasta entonces por la Empresa Respaldiza S.L. En mayo de 1994 entra a formar parte de Bizkaibus, red de autobuses interurbanos dependiente de la Diputación Foral de Vizcaya.
En mayo de 2011 se constituye Grupo Acha Movilidad, S.L., holding empresarial del sector del transporte de viajeros por carretera, que integra a las empresas Encartaciones S.A., Compañía de Autobuses Vascongados y Excursiones Urbano.[cita requerida]
El 14 de diciembre de 2014 entran en vigor las nuevas concesiones de Bizkaibus. En el proceso de concurso, Encartaciones S.A. pierde la gestión de las líneas de la Zona Minera pero mantiene las de Las Encartaciones, además adjudicarse las líneas de esa comarca que anteriormente gestionaba ADNOR (ALSA Grupo). También participa en la concesión de Valle de Asúa-Mungialdea a través de la UTE Grupo Acha Movilidad Lujua Txorierri Mungialdea S.A., junto a Compañía de Autobuses Vascongados y Autobuses de Lujua.
Desde enero de 2022, Grupo Acha Movilidad, S.L., pasa a ser Subus-Vectalia. Siendo Vectalia Euskal Taldea Enkarterri S.L para la zona de las Encartaciones.

### VAC-081 Bilbao - Castro Urdiales
Esta línea depende del Ministerio de Fomento y comunica Castro Urdiales (Cantabria) con Musques, Abanto y Ciérvana, Ortuella, Valle de Trápaga, Baracaldo y Bilbao (Vizcaya). A pesar de ser una línea entre dos provincias, funciona como una línea interurbana dada la cercanía de Castro Urdiales con Vizcaya.
Desde 1994 hasta 2005 estaba integrada en Bizkaibus, explotándose en dos líneas:
- A3345 Bilbao - Castro Urdiales (por N-634)
- A3346 Bilbao - Castro Urdiales (por autopista)

En noviembre de 2005 la Diputación Foral de Vizcaya decide sacar de Bizkaibus estas dos líneas, que pasan a ser gestionadas únicamente por Encartaciones S.A. En marzo de 2008 el Gobierno de Cantabria logra un acuerdo con la empresa para la mejora de las comunicaciones entre Castro Urdiales, Cantabria y Vizcaya. Entre esos acuerdos estuvo el desdoblar la antigua línea 3346 en una directa a Bilbao y otra a Baracaldo que se hizo efectivo en 2008. Otro de los acuerdos fue la incorporación de un bonobús para estas líneas.
A partir del 27 de agosto de 2012 la línea pasa a ser gestionada por Jiménez Dorado Autocares, Classic Bus y Autocares Vistalegre a través de la sociedad International Regular Bus Castro, servicio adjudicado por el Ministerio de Fomento tras un concurso público en el que Encartaciones S.A. quedó excluida al incurrir en un defecto de forma. En enero de 2013, la Audiencia Nacional determinó que no hubo error insubsanable en la oferta presentada por Encartaciones S.A., lo que implica repetición del concurso desde el momento de la exclusión de la oferta.

## Líneas

### Bizkaibus
| Línea | Línea                                | Frecuencia  | Recorrido |
| ----- | ------------------------------------ | ----------- | --- |
| A0651 | Bilbao - Valmaseda                   | 30'         | Bilbao, Güeñes, Zalla, Valmaseda                                                                                             |
| A0652 | Lanestosa - Valmaseda                | 120'        | Lanestosa, Carranza, Valle de Villaverde, Arcentales, Sopuerta, Zalla, Valmaseda                                             |
| A0653 | Trutzios - Arcentales                | 120'        | Trucios, Valle de Villaverde, Arcentales (Traslaviña) *Sólo laborables                                                       |
| A0654 | Valmaseda - Gurutzeta/Cruces-UPV/EHU | 60'         | Valmaseda, Zalla, Güeñes, Baracaldo, Lejona (UPV) *Sólo laborables                                                           |
| A3323 | Portugalete - Galdames               | 120'        | Portugalete (Puente Colgante), Santurce, Abanto y Ciérvana, Musques, Sopuerta, Galdames (San Pedro) *Festivos: desde Musques |
| A3334 | Santurce - Valmaseda                 | 120'        | Santurce (Parque), Abanto y Ciérvana, Musques, Sopuerta, Zalla, Valmaseda (Campo de las Monjas) *Festivos: desde Musques     |
| A3341 | Bilbao - Sodupe - Respaldiza         | 120' / 240' | Bilbao (Termibus), Alonsótegui, Sodupe, Gordejuela, Oquendo, Ayala (Respaldiza)                                              |
| A3342 | Bilbao - Sodupe - Arceniega          | 60'         | Bilbao (Termibus), Alonsótegui, Sodupe, Gordejuela, Arceniega (Ayuntamiento)                                                 |
| A3343 | Bilbao - Sodupe                      | 60' / 120'  | Bilbao (Termibus), Alonsótegui, Sodupe                                                                                       |

También participa en la gestión de las líneas de la concesión Valle de Asúa-Mungialdea a través de la UTE Grupo Acha Movilidad Lujua Txorierri Mungialdea S.A., junto a Compañía de Autobuses Vascongados y Autobuses de Lujua.

### Antiguas líneas[5]
- A3321 Portugalete - Playa La Arena - Musques. Cambia de concesión el 14 de diciembre de 2014.
- A3322 Bº San Juan - Santurce. Cambia de concesión el 14 de diciembre de 2014 y se integra en la nueva A3136.
- A3323 Las Carreras - Santurce (Hasta 2004). Reconvertida en Portugalete - Galdames.
- A3324 Playa La Arena - Estación de Musques - Las Acacias (Hasta 2003). *Línea de verano
- A3331 Sestao - Trapagarán. Cambia de concesión el 14 de diciembre de 2014.
- A3332 Trapagarán - Santurce. Cambia de concesión el 14 de diciembre de 2014.
- A3333 Gallarta - Santurce. Cambia de concesión el 14 de diciembre de 2014.
- A3335 La Cuesta - Pte. Colgante. Reconvertida en A3321 Portugalete - Ciérvana (P. Colgante - La Arena), y posteriormente ampliada a Musques.
- A3335 Musques - Sestao. Cambia de concesión el 14 de diciembre de 2014.
- A3336 Musques - Bilbao (por Ortuella). Cambia de concesión el 14 de diciembre de 2014.
- A3337 Musques - Bilbao (por N-634). Cambia de concesión el 14 de diciembre de 2014 y se fusiona con la A3336.
- A3338 Musques - Baracaldo. Ampliada hasta Las Arenas (Guecho) en 200?.
- A3338 Musques - Baracaldo - Las Arenas/Areeta. Cambia de concesión el 14 de diciembre de 2014.
- A3339 Cruces - Playa La Arena (Hasta 2003). Inicialmente hacía el recorrido desde la estación de Renfe de Musques, y se extendió posteriormente a Gallarta, Valle de Trápaga, y finalmente a Cruces. *Línea de verano
- A3340 Musques - Abanto-Ciérvana - Bilbao (por autopista). Creada el 1 de marzo de 2011, cambia de concesión el 14 de diciembre de 2014.
- VAC-081 Bilbao - Castro Urdiales (por N-634). Hasta 2005 dentro de Bizkaibus (A3345). En 2012 pierde la concesión de la línea.
- VAC-081 Bilbao - Castro Urdiales (por autopista). Hasta 2005 dentro de Bizkaibus (A3346). Hasta 2008 con paradas en Baracaldo y Cruces. En 2012 pierde la concesión de la línea.
- VAC-081 Cruces - Baracaldo - Castro Urdiales (desde el 2008). En 2012 pierde la concesión de la línea.

## Vehículos
- Mercedes-Benz O-405 Hispano VOV II
- Mercedes-Benz O-405N Hispano VOV II
- Mercedes-Benz O-530 Citaro
- Mercedes-Benz O-550 Integro
- Mercedes-Benz O-1834L Irizar Intercentury
- Iveco Eurorider 35A Irizar Intercentury II
- MAN Irizar Intercentury II
- AB Volvo B12BLE Sunsundegui Astral
- Scania AB K410EB 6x2 Carrocera Castrosua Magnus E
- Scania K320UB 4x2 Castrosua Magnus E
- Setra S 317 UL
- Setra S 417 UL
- Mercedes-Benz OC500 RF Irizar i4
- Scania K360EB 4x2 Irizar i4
- MAN 14.280 HOC A66 Castrosua Magnus CS-40